# Kyberstalking
Kyberstalking je speciální případ stalkingu. Označuje dlouhodobé, opakované, systematické a stupňované pronásledování a obtěžování oběti pomocí informačních a komunikačních technologií. Kyberstalking zahrnuje například výhrůžky, falešná obviňování, poškozování dat nebo zařízení, krádeže identity či dat, monitorování počítače, sexuální obtěžování a jakákoli forma agrese. Kyberstalking není pouze obtěžování nevyžádanými e-maily (spam), ale úmyslné, metodické a vytrvalé pronásledování, kdy pachatel (kyberstalker) nepřestane takto jednat ani poté, co je obětí požádán o přerušení veškerých kontaktů. Je obvyklé, že intenzita obtěžování se stupňuje a postupem času může přejít z virtuálního do reálného světa.

## Klíčové faktory kyberstalkingu
Kyberstalking, stejně jako stalking, má několik klíčových faktorů:
- Tvorba hrozby hrozba prostřednictvím ICT technologií.
- Falešné obvinění a pokus o poškození pověsti oběti zveřejněním nepravdivých informací o ní.
- Falešná viktimizace jako ochrana před vlastní vinou pachatele. Falešné obvinění, že pachatel byl svou obětí pronásledován.
- Urážení oběti prostřednictvím zasílání nevhodných, sprostých, útočných nebo například pornografických e-mailů či zpráv.
- Útoky na data a vybavení například přenesením počítačového viru či jiného destruktivního programu.
- Shromažďování informací o oběti pomocí různých metod (vyhledávání na internetu, vyptávání se přátel, známých či spolupracovníků oběti, zasílání podvodných e-mailů (phishing), vyhledávání na placených databázích, zaplacení soukromého detektiva pro získání informací[5]).
- Napodobování oběti či vydávání se za ni s cílem ponížit ji nebo podporovat třetí strany v účasti na obtěžování.
- Podporování třetích stran v obtěžování oběti. Typickou technikou je zveřejnění falešného inzerátu oběti s nabídkou prostituce. Oběť je pak obtěžována telefonáty, e-maily, zprávami či osobními návštěvami lidí očekávajících pohlavní styk.
- Objednání zboží nebo služby jménem oběti, přičemž často jde například o produkty se sexuální tematikou, které stalker nechá doručit oběti do zaměstnání, čímž ji uvede do nepříjemné a trapné situace.
- Zajištění osobního styku s obětí.
- Fyzické napadení je sice v případě kyberstalkingu vzácný jev, nicméně stále to hrozí.

Typickými příklady taktik kyberstalkerů mohou být posílání manipulativních, výhrůžných, obscénních nebo obtěžujících e-mailů, nabourání se do on-line účtů oběti a změna nastavení nebo hesla, vytváření falešných účtů na sociálních sítích a seznamkách, vydávání se za oběť nebo snaha o navázání kontaktu s obětí pod falešnou identitou, zveřejňování soukromých informací o oběti na internetu například ve formě inzerátu (výsledkem je obtěžování mnoha lidmi, kteří si příspěvek přečetli), zneužití profilu oběti na sociálních sítích (získání informací, nabourání se do účtu atd.), monitorování e-mailové komunikace oběti nebo narušení e-mailové komunikace oběti zahlcením schránky nežádoucími e-maily nebo viry.

## Aktéři kyberstalkingu

### Pachatelé
V současné době není jasně daná typologie kyberstalkerů, nicméně v jejich rozlišování nám mohou pomoci některá rozdělení stalkerů. Například typologie Paula Mullena a kol. dělí stalkery následovně:
Odmítnutý stalker:
Jedná se o člověka, který se není schopen vyrovnat s ukončením blízkého vztahu. Oběťmi jsou jeho bývalí partneři, ale také rodinní příslušníci, přátelé či jiné blízké osoby. Motivací stalkera je buď snaha o opětovné navázání vztahu s obětí, nebo pomsta za odmítnutí, přičemž pachatel prožívá velmi často obě tyto pohnutky zároveň. V některých případech je pro pachatele stalking určitým vynahrazením vztahu a příležitostí, jak být oběti nablízku. Jindy to může být jen způsob, jak si zvednout poškozené sebevědomí a cítit se lépe.
Ublížený stalker:
Tento typ stalkingu se vyznačuje pocitem stalkera, že on sám je týrán, ponižován, nebo s ním je jinak nespravedlivě zacházeno, přičemž jeho oběti jsou lidé, které stalker vnímá jako pachatele tohoto zacházení. Může to být důsledek vážné duševní poruchy a pachatelova prvotní motivace je pomstít se oběti za vše, co mu podle jeho paranoidních představ způsobila. Pachatel se vyžívá v pocitu moci a kontroly nad obětí a ve strachu, který v ní vyvolává. Stalker však nevnímá své chování jako špatné, ale věří, že má právo bojovat proti utlačovateli za pomoci stalkingu.
Stalker hledající intimitu:
Jedná se často o velmi osamělého člověka a jeho oběti jsou terčem jeho touhy po vztahu. Často je chování pachatele podmíněno duševním onemocněním a bludnými představami o oběti (přesvědčení o již existujícím vztahu mezi nimi). Počáteční motivací je vytvořit emocionální spojení a intimní vztah a nadále stalkera pohání uspokojení z pocitu, že je úzce spojen s jinou osobou.
Neschopný ctitel:
Tento druh stalkingu taktéž vzniká v kontextu osamělosti a touhy po konkrétní osobě. Na rozdíl od stalkera hledajícího intimitu ale není počáteční motivací vytvořit láskyplný vztah, ale snaha o schůzku nebo krátkodobý sexuální vztah. Neschopný nápadník obvykle oběť pronásleduje krátkou dobu, v případě, že chování přetrvává, je motivován lhostejností k utrpení oběti. Někdy je tato necitlivost spojena s kognitivním omezením nebo sociální nepřizpůsobivostí, poruchami autistického spektra nebo mentálním postižením.
Sexuální útočník:
Tento druh stalkingu vzniká v souvislosti s deviantními sexuálními zájmy. Pachatelé jsou ve většině případů muži a jejich oběti jsou ženy vyvolávající v něm sexuální zájem. Chování stalkera obvykle začíná jako snaha o sexuální uspokojení (např. dlouhodobý voyeurismus zaměřený na jedinou oběť), nebo získávání informací o oběti, což může být předzvěst sexuálního napadení. Stalkeři tohoto typu mají rádi pocit moci a kontroly nad nic netušící obětí.

Michael Zona a kol. dělí stalkery pouze na tři základní typy:
Stalkeři erotomani, kteří jsou přesvědčeni, že jsou svou obětí milováni. Většinou se jedná o ženy a nemusí zde figurovat žádný předchozí vztah k oběti. Často mají tendenci zaměřit se na celebrity.
Stalkeři posedlí láskou mívají též pocit, že jsou milováni svou obětí, nicméně jejich deziluze pramení z vážnějších duševních onemocnění. Tito pachatelé nejsou schopni pochopit, že oběť jejich city neopětuje. Většinou se jedná o muže a je také obvyklé zaměření na celebrity.
Stalkeři jednoduše posedlí mají tendenci sledovat lidi, ke kterým již mají nějaký vztah. Velmi často se jedná o bývalé partnery, ale také o sousedy či kolegy v práci. Tuto skupinu tvoří přibližně stejný počet mužů i žen.

Další způsob, jak zkoumat stalkery a kyberstalkery, je podívat se na jejich chování (podle studií Briana Spitzberga). Může se jednat o nadměrný zájem o rozvoj blízkého vztahu stalkera s obětí, snahu kontrolovat oběť a být jejím dozorem, nebo další chování, kdy stalker nějakým způsobem vstupuje do soukromí oběti. Stalker též může vyžadovat spolupráci třetích stran k pronásledování oběti, může se ji snažit zastrašovat a psychicky manipulovat, vydírat, vyhrožovat nebo používat sílu k vytváření nátlaku a omezení oběti. V neposlední řadě může dojít k agresi a násilí, ať už se sexuálním či jiným podtextem.

### Oběti
Bývalí partneři: Tito tvoří největší kategorii obětí. Tyto vztahy komplikuje skutečnost, že pachatel a oběť měli dříve mnoho společného, takže pachatel zná intimní informace, rodinu, přátele a také slabé stránky oběti. Oběti tohoto typu stalkingu se obvykle potýkají s menší podporou svého okolí i právního systému.
Známí či přátelé stalkera: Typickým příkladem stalkera je v tomto případě například rozzlobený soused, s nímž měla oběť spor, bývalý kamarád, s nímž se oběť již nestýká či neúspěšný nápadník, kterého oběť odmítla.
Lidé v profesním kontaktu: Příkladem je například učitel pronásledovaný studentem či lékař pacientem.
Spolupracovníci: Stalker zaměří oběť ve svém pracovním prostředí. Motivací je například nelibost, závist, případně může jít o pronásledování bývalým partnerem bez ohledu na to, zda je stalker spolupracovníkem oběti.
Cizí lidé: Jsou to ty oběti, které si nejsou vědomy jakéhokoliv předchozího kontaktu s pachatelem. Tato oběť může být vybrána na základě vyššího sociálního postavení, fyzického vzhledu, nebo jen proto, že stalkera náhodně potkávají. Sexuální útočníci si též vybírají cizí oběti, protože ty často netuší, že jsou v ohrožení.
Celebrity: Tyto oběti byly vybrány, protože jsou známí a díky pozornosti médií jsou i snadno stalkovatelné.
Neobvyklé oběti: ne vždy se dají oběti zařadit do některé z výše uvedených kategorií, existují také méně obvyklé případy. Příkladem jsou bývalí stalkeři, kteří jsou nyní předmětem obsedantního pronásledování svou bývalou obětí.

## Následky kyberstalkingu pro oběť
V roce 1995 provedli Pathé a Mullen studii, ve které zkoumali psychické následky kyberstalkingu. Oběti uváděly pocity úzkosti, paniky, strachu a zvýšené ostražitosti, poruchy spánku, vracející se vzpomínky. Neobvyklá nebyla ani posttraumatická stresová porucha a zásadní změny v chování, práci a společenském životě.

## Možnosti obrany proti kyberstalkingu
Existují zásady, jak se kyberstalkingu účinně bránit a jak mu předcházet. Tyto zásady se týkají zejména hesel, jejich bezpečnosti a pravidelného obměňování, vyhledávání údajů o své osobě, varování před phishingovými e-maily a před dotazníky požadujícími osobní informace. Je třeba věnovat pozornost také bezpečnosti na sociálních sítích. V případě pocitu ohrožení sebe nebo rodiny je třeba oznámit vše policii včetně dodání důkazů (např. zprávy od kyberstalkera).

## Kyberstalking v české legislativě
Pojem kyberstalking česká legislativa přímo nezná. Nebezpečné pronásledování upravuje § 354 trestního zákoníku. Skutková podstata nebezpečného pronásledování spočívá ve vyhrožování poškozenému či jemu blízkým osobám, sledování a vyhledávání jeho blízkosti, vytrvalém kontaktování, omezování v obvyklém způsobu života či vynucováním osobního kontaktu za pomoci zneužití osobních údajů poškozeného, přičemž toto jednání vzbudí u oběti důvodnou obavu o život nebo zdraví jeho či osob jemu blízkých.
Nebezpečné pronásledování je trestáno odnětím svobody až na jeden rok nebo zákazem činnosti, přičemž pokud je tato trestná činnost páchána na dítěti nebo těhotné ženě, se zbraní nebo nejméně se dvěma osobami, pachatel bude potrestán šesti měsíci až třemi lety odnětí svobody.